# 120. peruť (Izrael)
120. peruť (hebrejsky טייסת 120‎) Izraelského vojenského letectva, také známá jako Pouštní obři (dříve Mezinárodní peruť), je jednotka vybavená stroji Boeing 707 a IAI 1124N Westwind Sea Scan, dislokovaná na základně Nevatim.